# ヨハンナ・ショーペンハウアー

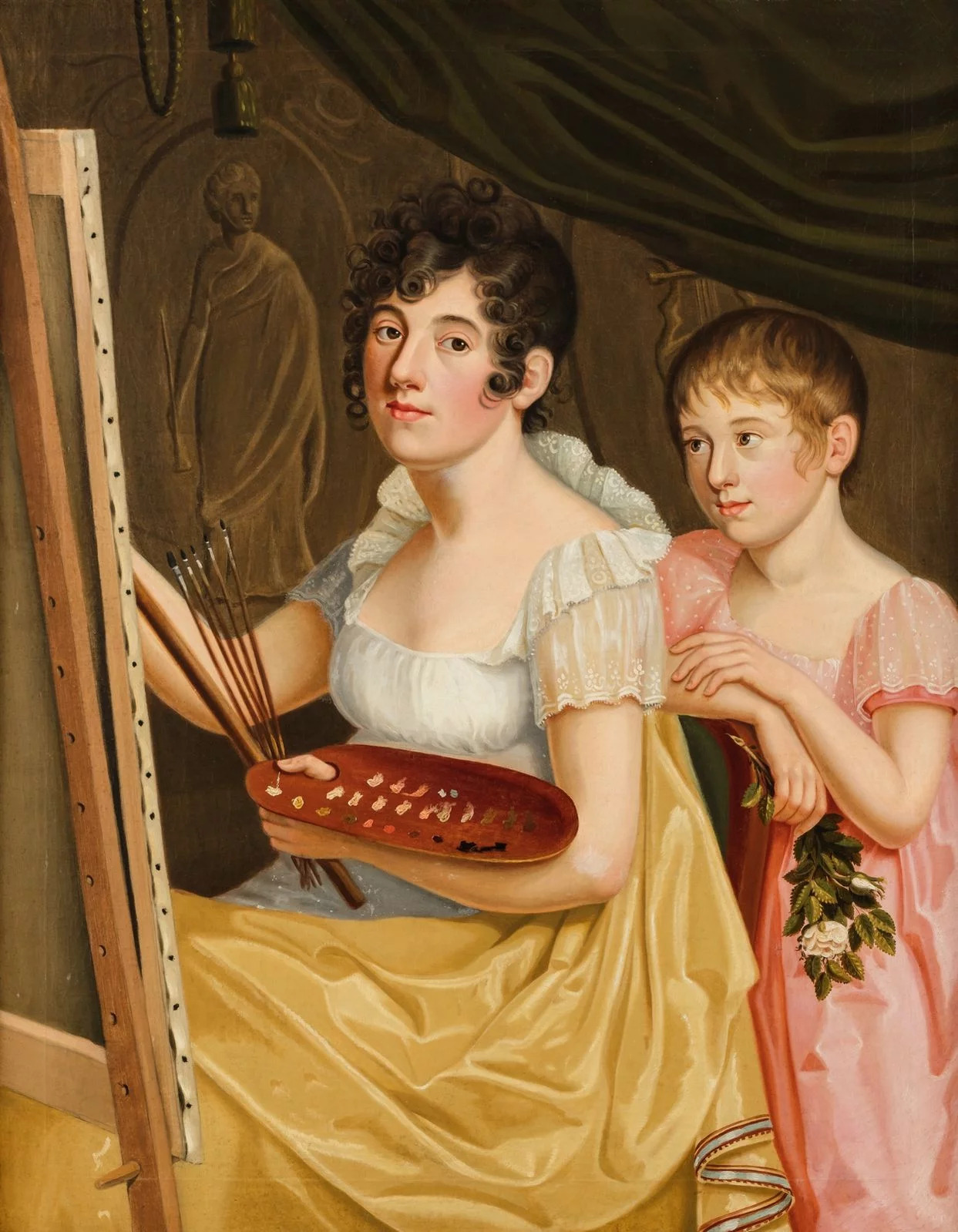
1806年、Caroline Barduaによるヨハンナとショーペンハウアーの妹アデーレ

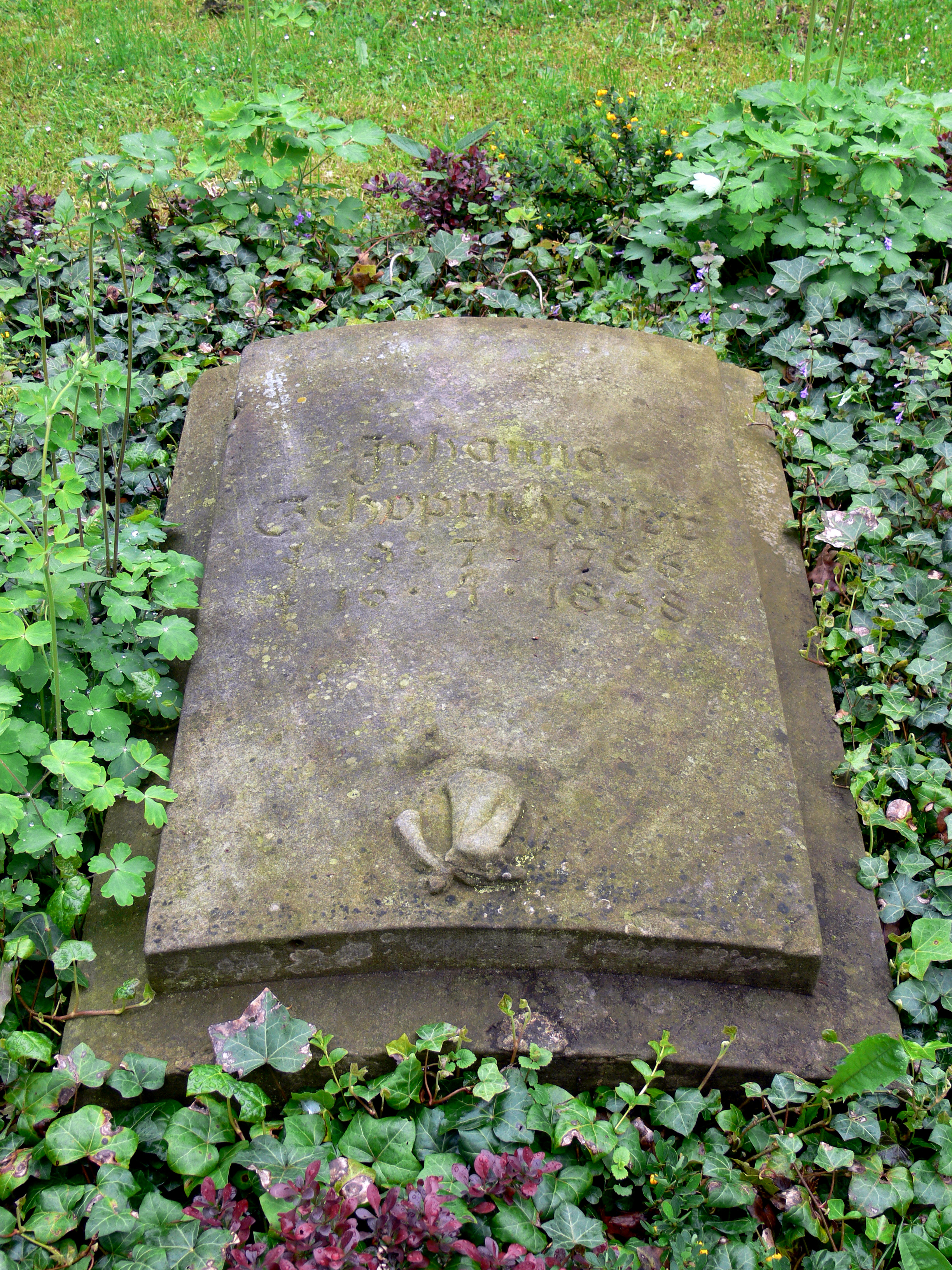
ニュルンベルクにあるヨハンナ・ショーペンハウアーの墓

ヨハンナ・ショーペンハウアー（Johanna Schopenhauer、1766年7月9日 - 1838年4月17日）は、ドイツの小説家。当時のドイツではかなり有名な女流作家であったが、現在では哲学者のアルトゥル・ショーペンハウアーの母として広く知られている。

## 生涯
1766年7月9日、ヨハンナ・ショーペンハウアーはダンツィヒ（現在のポーランドのグダニスク）の名門トロージナ家の娘として誕生する。そして18歳の年に20歳以上も年上の裕福な商人、ハインリヒ・フローリス・ショーペンハウアー（Heinrich Floris Schopenhauer、1747年 - 1806年）と結婚し、後の大哲学者となるアルトゥール・ショーペンハウアーをもうけた。やがて家族の住んでいた自由都市ダンツィヒがプロイセンに占領されると、自由主義者であったハインリヒは多額の財産を投じて自由都市ハンブルクに移住する。しかし、多額の財産を失ったことに関して、ヨハンナは不満を感じており、平凡なハインリヒに対して次第に不信感を持つようになった。
ハインリヒは息子のアルトゥールを立派な商人に仕立て上げるつもりであり、そのために英語を学ばせるなど尽力した。しかし、アルトゥールは商人になることよりも学者になることを強く望み、痺れをきらしたハインリヒは世界旅行の誘惑をアルトゥールにかけ、アルトウールは商人になることを約束した上で家族で世界旅行に行くことになる。この間にアルトゥールはフランス語など多くの外国語を学び、ハインリヒとヨハンナはそれに満足した。
1806年、ハインリヒは橋から落下して死亡する。アルトゥールは正義感の強かった父の死に衝撃を受けたが、若いヨハンナはハインリヒの死後直後にアルトゥールを残してヴァイマルへ移住する。もともとヨハンナは楽天的な性格であり、物事をあまり深く考えなかったとともに、自己顕示的な性格であったと言われる。
イエナ会戦が始まると、ヨハンナはアルトゥールに戦争の惨状を綴った手紙を送る。それに対し、アルトゥールは「お母様が手紙に書かれているようなことは現実に想像し難いです。しかし、そのような苦痛もいつの日か忘れ去られるのでしょう。記憶を忘却することこそがまさに人間の特質といえるからです。ティークもこのように言っております。今まさに我々はこれ以上の苦痛があろうものかと天を仰いで嘆く。しかし、その背後では未来が我々をあざ笑っている。そう言っております」と返事を送っている。
アルトゥールが自身の将来について悶々と悩んでいる中、ヨハンナはヴァイマルで羽を伸ばしていた。もともと文才があったヨハンナはドイツ中でその名が知られる女流作家となり、ヨハン・ヴォルフガング・フォン・ゲーテやクリストフ・マルティン・ヴィーラント、フリードリヒ・シラー、シュレーゲル兄弟などとも交友があった。特にゲーテとは深い親交があったと言われる。ゲーテの妻クリスチアーネは正式なゲーテの妻であったが、下層階級の生まれであったため、上流社会においては「クリスチアーネ・ブルピウスは招待しない」という暗黙の了解が成り立っており、彼女はどこからも村八分にされていた。しかし、ヨハンナは「ゲーテ様が正式にご結婚された方ならば、私の茶会に招いても何の問題でもないでしょう」と快くクリスチアーネとゲーテを招いた。このことでゲーテはヨハンナ・ショーペンハウアーを心から信用し、彼女はゲーテ家にいつでも出入り可能なペルソナ・グラータ（ラテン語：歓迎される客）になったのである。
ハインリヒの死後、アルトゥールとヨハンナはしばらくの間文通を続けていたが、彼から送られる手紙はペシミズムの哲学者さながらで鬱々としたものが多く、ヨハンナはそれに嫌気が差していた。やがてヨハンナとアルトゥールが決別すると、以後二人は僅かな手紙のやり取りを除いて一切交流することはなかった。ヨハンナはイエナへ移住し、直後の1838年4月17日に亡くなったが、アルトゥールはそれに関しても特に関知することはなかった。

## 関連する人物
- アルトゥル・ショーペンハウアー
- ヨハン・ヴォルフガング・フォン・ゲーテ
- クリストフ・マルティン・ヴィーラント
- フリードリヒ・シラー
- シュレーゲル兄弟